# Giorgio Perlasca
Giorgio Perlasca (Como, 31 de janeiro de 1910 – Pádua, 15 de agosto de 1992) foi um  herói italiano da Segunda Guerra Mundial. No inverno de 1944,   Perlasca assumiu a identidade de cônsul-geral da Espanha na Hungria, com o objetivo de utilizar essa credencial diplomática para salvar milhares de judeus perseguidos pelo nazismo.

## Vida
Perlasca nasceu na cidade italiana de Como. Com poucos meses de idade, devido a motivos profissionais de seu pai Carlo, sua família transfere-se para Maserà, província de  Pádua. Ainda jovem, adere à ideologia fascista, tornando-se um entusiasta. Lutou na África Oriental durante a Segunda Guerra Ítalo-Abissínia, e na Guerra Civil Espanhola (Corpo Truppe Volontari), ao lado das forças de Francisco Franco. Desiludiu-se com o fascismo italiano devido à aliança com a Alemanha (contra quem a Itália havia lutado durante a Primeira Guerra Mundial) e a implementação na Itália das leis antissemitas e raciais, aos moldes do nazismo.

## Segunda Guerra Mundial
Durante a Segunda Guerra Mundial, Perlasca trabalhou no Leste Europeu, com o objetivo de comercializar carne para o Exército Italiano em ação nos Bálcãs. Encontrava-se na Hungria quando a Itália assinou o armistício (8 de setembro de 1943), sendo detido pelo governo húngaro pró-Alemanha. Consegue escapar após a ocupação alemã na Hungria, apresentando-se na embaixada espanhola e mostrando um atestado de combatente na Guerra Civil Espanhola graças ao qual lhe é imediatamente entregue um passaporte falsificado, com o nome de Jorge Perlasca.
Passa a auxiliar o embaixador espanhol, Ángel Sanz Briz, que juntamente com outros representantes de países neutros, trabalhavam para evacuar a população judia do país. Em novembro de 1944, Sanz Briz recebe ordem do governo espanhol para retirar-se para a Suíça. Perlasca recusa-se a sair do país, e, através de um documento forjado, apresenta-se como substituto temporário de Briz frente a embaixada espanhola em Budapeste. Assim, impede que o governo húngaro confisque os imóveis ocupados pela embaixada, bem como os transforma em “casas-seguras” (devido à imunidade diplomática), onde consegue refugiar milhares de cidadãos judeus.
Durante todo o inverno, Perlasca consegue esconder, proteger e alimentar milhares de cidadãos judeus, além de emitir salvo-condutos que permitiam a saída em segurança de um grande número desses cidadãos.

## Pós-guerra
Com a expulsão dos alemães e a ocupação da Hungria pelas tropas soviéticas, Perlasca volta para a Itália, vivendo no anonimato e sem revelar a ninguém (nem mesmo a sua família) suas ações humanitárias durante a guerra. Porém, a comunidade judia de Budapeste não o esqueceu e, em 1980, conseguiu localizá-lo, vivendo modestamente na Itália. Foi então que o mundo conheceu a heróica história de Perlasca.
Perlasca foi reconhecido e condecorado pelos governos italiano, húngaro, espanhol e israelense, tendo sido considerado por esse último como "justo entre as nações". Suas atividades durante a Segunda Guerra Mundial foram retratadas no filme "Perlasca – um herói italiano", produzido pela emissora italiana RAI.
Giorgio Perlasca faleceu em decorrência de um ataque cardíaco, em 1992.